# Mike Scioscia
Michael Lorri Scioscia, mais conhecido como Mike Scioscia (Upper Darby Township, 27 de novembro de 1958), é um ex-jogador e atualmente treinador de beisebol norte-americano.

## Carreira como treinador
Mike Scioscia foi campeão da World Series 2002 dirigindo o time do Anaheim Angels. Na série de partidas decisiva, sua equipe venceu o San Francisco Giants por 4 jogos a 3.